# Truecolor
True color denomina um método de armazenamento de dados na memória de um computador onde cada pixel é representado por três ou mais bytes. Um byte (oito bits) por canal representa 256 ou 28 intensidades de cor para cada um dos canais, o que nos dá 16,777,216 cores para cada pixel. Acredita-se que o olho humano consegue distinguir algo em torno de 10 milhões de cores, portanto, o sistema se chama true color justamente por mostrar mais cores que o olho humano pode ver e, consequentemente, dá a ilusão de cores reais.